# Hors d'œuvre
Hors d'œuvre [ɔʁˈdœvʁ] (franska, egentligen 'utanför verket'), är lätta, aptitretande smårätter som inte ingår i den egentliga menyn. De serveras varma eller kalla som inledning till måltiden, alternativt direkt efter soppa eller fiskrätt. Hors d'œuvre serveras även som lättare mål vid cocktailpartyn eller mindre bjudningar.

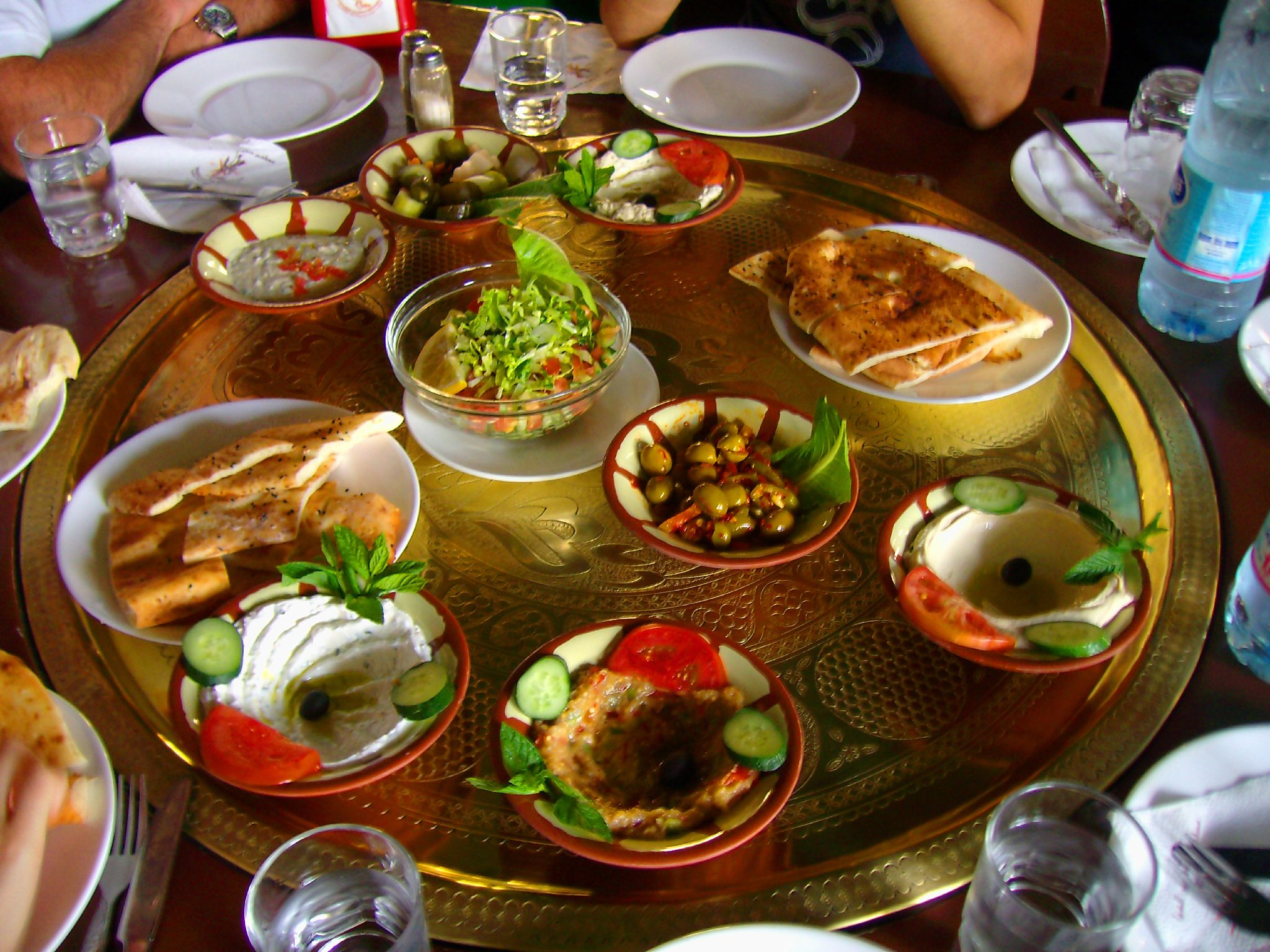
Meze

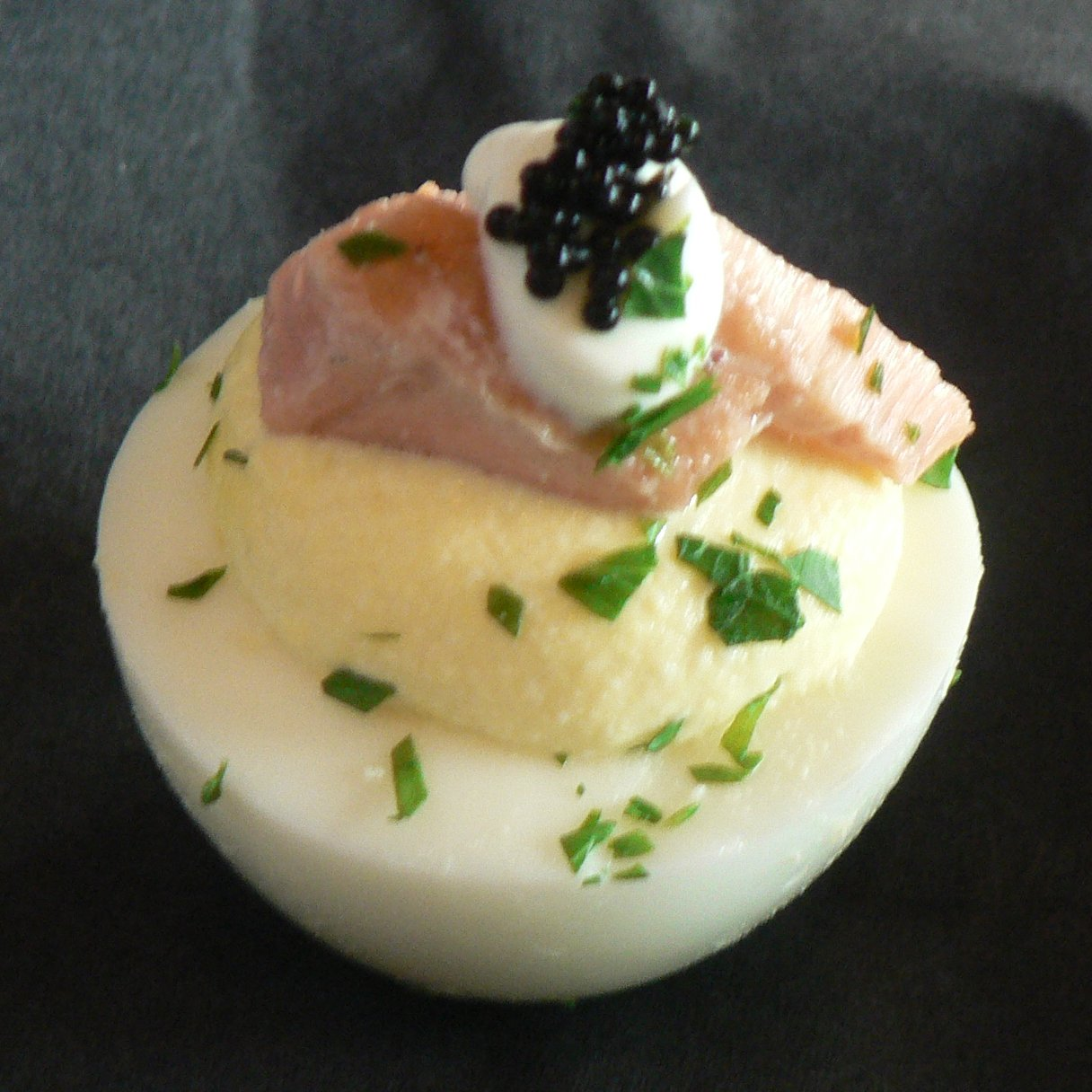
Fyllt ägg som hors d'œuvre

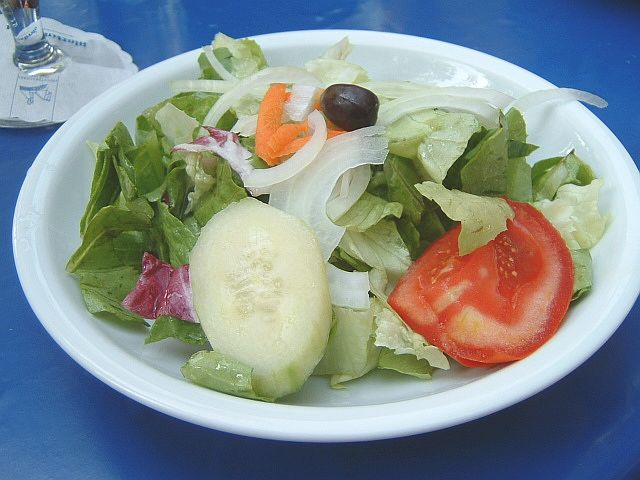
Crudités variés

## Hors d'œuvre kan bestå av
- Kanapé
- Kallskuret
- Crudités
- Ost
- Korvar
- Bruschetta

## Andra språk och kulturer
- Antipasto är den italienska motsvarigheten till hors d'œuvre, och betyder ’före måltiden’.
- Meze är motsvarigheten till hors d'œuvre i länderna vid östra Medelhavet och i Mellanöstern.
- Picaditas är den spanska motsvarigheten i Argentina, pasabocas i Colombia, pasapalos i Venezuela, boquitas i Honduras, botanas i Mexico, entradas i Chile, bocaditos i Peru och entremeses eller tapas i Spanien.
- Zakuski är hors d'œuvre serverade i Ryssland.
- På mandarin är termen lěng pán 冷盘 ("kall tallrik").